# Rinconada de Arrendamientos
Rinconada de Arrendamientos es una localidad peruana ubicada en el distrito de Lagunas, perteneciente a la provincia de Ayabaca del departamento de Piura, al norte del Perú. 

## Ubicación
Rinconada de Arrendamientos se ubica al oeste de la provincia de Ayabaca, en el distrito de Lagunas, en el departamento de Piura.

## Demografía
En 2017 Rinconada de Arrendamientos tenía una población de 35 habitantes.
| Gráfica de evolución demográfica de Rinconada de Arrendamientos entre 1993 y 2017 |
|                                                                                   |
| Fuentes: Población 1993 y 2017                                                    |